# Rada (hinduísmo)
Rada (em sânscrito: राधा; romaniz.: Rādhā), segundo o Srimad Bhagavatam, o Gita Govinda e as tradições da filosofia vixenuísta, a consorte eterna de Críxena a Suprema Personalidade de Deus, que atuou como sua amiga de infância e amante quando Eles estiveram presente na Terra, há mais de 5000 anos, atuando como Avatares (encarnações divinas de Deus), exibindo atividades incomuns e magnificas. Esses relatos descrevem a manifestação de Kṛṣṇa e Rādhā como avatāras — encarnações divinas — que exibiram līlās (atos divinos) repletos de beleza, encanto e significado teológico profundo.
Rada e Críxena são a fonte de inumeráveis universos, eternamente unos e separados. Rada é ilustrada como a potência primordial das três principais potências de Deus, Hladini (imensa felicidade espiritual), Sandini (eternidade) e Samvite (consciência existencial) da qual Rada é uma expansão do sentimento de amor para com o todo-poderoso Deus Críxena (Hladini). Sua função teológica é de central importância nos sistemas devocionais que enfatizam o bhakti-yoga, particularmente nas escolas que reconhecem a primazia da experiência amorosa com o divino como caminho de salvação.
Rada é a personificação do serviço devocional ao supremo. Ela também é considerada no vixenuísmo como a energia feminina total e também como a Suprema Lakshmi (Adi-Lakshmi) e a primeira Potencia Feminina de Deus (Adi-shakti). Vários devotos a adoram com a compreensão de sua natureza misericordiosa como a única maneira de alcançar Críxena. Rada também é descrito como sendo o próprio Críxena, dividido em dois, para o propósito de Seu desfrute. Seri Críxena encanta o cupido e o universo inteiro, mas Rada encanta até Ele. Portanto, Ela é a Deusa Suprema de todos. A teologia Gaudiya Vaiṣṇava propõe o princípio da "inversão hierárquica", em que Kṛṣṇa, normalmente a fonte de encantamento do universo, é Ele mesmo encantado por Rādhā, fazendo dela o ápice da divindade experienciada.

## História
Radarani é quase sempre retratada junto com Críxena e entendidos como As Supremas Personalidades da Deusa e de Deus, tendo lugar de grande destaque dentro da teologia do ramo Gaudiya Vaishnava, do qual faz parte o Movimento Hare Críxena. É também o principal objeto de culto na Nimbarka Sampradaya, tanto que Nimbarka, formulou a doutrina do dvaitādvaita (dualismo e não dualismo simultâneos) que sustentava que Rādhā e Kṛṣṇa, juntos, constituem a Verdade Absoluta.
o fundador da tradição, declarou que Rada e Críxena, juntos, constituem a Verdade Absoluta  
A relação de Rada com Críxena é dada em detalhes em textos como o Srimad Bhagavatam, Brama Purana Vaivarta, Garga Samita e Briade Gautamia. A menção a Rādhā no Bhāgavata Purāṇa, por exemplo, não é direta — o nome Rādhā não aparece explicitamente nesse texto — mas é tradicionalmente entendido pelos comentadores vaiṣṇavas como sendo referida por títulos velados. A figura de Rādhā ganha proeminência sobretudo em obras como o Gīta Govinda de Jayadeva no século XII. 
Em geral os devotos usam o prefixo "Srimati" ao referir-se a Radarani, em demonstração de reverência. Tal prefixo "Śrīmatī" ao se referir a Rādhārāṇī indica não apenas reverência, mas também o reconhecimento de sua natureza divina e auspiciosa (śrī significa "luz", "beleza", "fortuna"). Em muitas tradições, a veneração a Śrīmatī Rādhā precede inclusive a invocação a Kṛṣṇa.
A ideia de que Rādhā é "o próprio Kṛṣṇa dividido em dois para Seu próprio deleite" encontra apoio teológico em obras como o Chaitanya Charitāmṛta (edições acadêmicas como a de Edward C. Dimock Jr., 1966), no qual o próprio Caitanya Mahāprabhu é visto como a união de Rādhā e Kṛṣṇa em uma só pessoa.